# Keilmesser

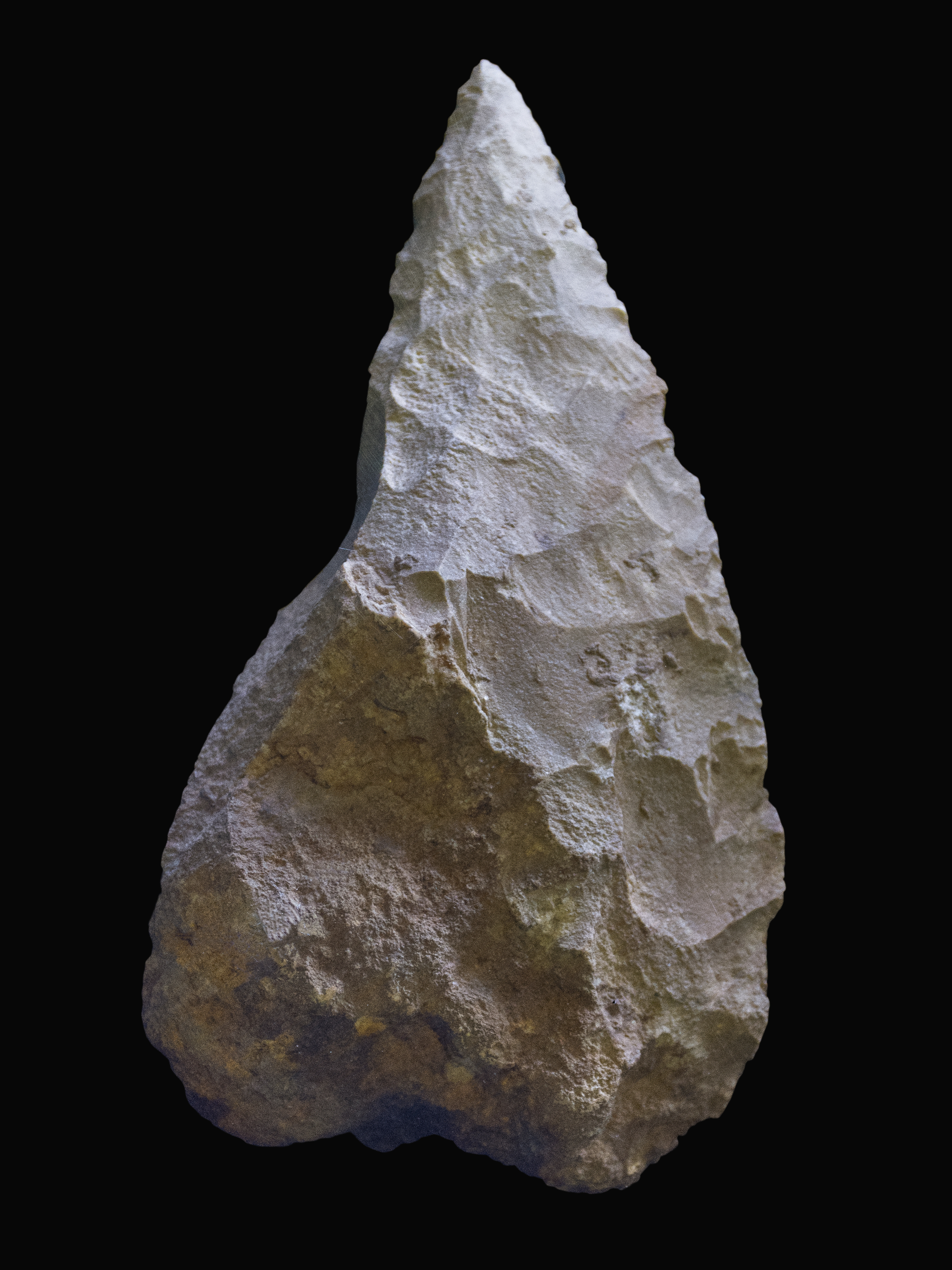
Großes Bocksteinmesser

Keilmesser (auch Faustkeilmesser oder Faustkeilschaber) sind eine Leitform des Mittelpaläolithikums, typischerweise des Micoquien (etwa 100.000 bis ca. 50.000 v. Chr./ 45.000 BP). Sie sind ein Universalwerkzeug des „klassischen“ Neandertalers der Würm-Eiszeit bzw. Weichsel-Eiszeit. Vereinzelt kommen sie bereits in Fundstellen der Riß-Kaltzeit vor. Während Faustkeile meist symmetrisch sind und zwei schneidende Längskanten aufweisen, besitzen Keilmesser nur eine schneidende Kante. Sie weisen eine lange, meist auf beiden Flächen retuschierte Schneide auf. Die gegenüberliegende Seite ist stumpf und diente als Griff. Keilmesser sind im Allgemeinen kleiner als Faustkeile. Es werden mehrere Formen unterschieden:
- Bocksteinmesser: mit dreieckigem Umriss, geradem Rücken und ebensolcher Schneide (nach der Bocksteinschmiede im Lonetal, Baden-Württemberg).
- Pradnikmesser: mit geknicktem Rücken, die Schneide scheint oft nachgeschärft (nach Funden in der Ciemna-Höhle am Flüsschen Pradnik im Nationalpark Ojców, Polen)
- Typ Klausennische: nur im Schneiden- und Spitzenbereich beidseitig retuschiert mit stumpfem, abknickenden Rücken
- Typ Wolgograd

Verbreitet waren Keilmesser vor allem in Mittel- und Osteuropa, seltener in Westeuropa. In Frankreich werden sie als Micoquien-Messer bezeichnet, in Osteuropa als Pradnik-Messer. Wichtige Fundplätze mit Keilmessern in Deutschland sind neben den für die Subtypen namengebenden Fundstellen die Balver Höhle, Lichtenberg (Landkreis Lüchow-Dannenberg), Buhlen, Königsaue bei Aschersleben, Salzgitter-Lebenstedt oder die Sesselfelsgrotte bei Essing. Wegen des Leitform-Charakters gibt es in Mitteleuropa den Vorschlag, statt Micoquien den Begriff Keilmesser-Gruppen zu verwenden. Hinzu kommt, dass die Keilmesser der namengebenden Fundstelle La Micoque nicht in die Weichselkaltzeit datieren, sondern wesentlich älter sind, der Fundplatz als Typlokalität daher ungeeignet ist.
Das funktionale Konzept des Keilmessers kann man bis heute bei den Ulu-Messern der Eskimos beobachten, die als Metallmesser ebenfalls eine konvex gebogene Schneide und einen hölzernen Griffschaft am Rücken aufweisen.